# Зигсдорф
Зигсдорф (њем. Siegsdorf) општина је у њемачкој савезној држави Баварска. Једно је од 35 општинских средишта округа Траунштајн. Према процјени из 2010. у општини је живјело 8.001 становника. Посједује регионалну шифру (AGS) 9189145.

## Географски и демографски подаци
Зигсдорф се налази у савезној држави Баварска у округу Траунштајн. Општина се налази на надморској висини од 615 метара. Површина општине износи 57,0 km². У самом мјесту је, према процјени из 2010. године, живјело 8.001 становника. Просјечна густина становништва износи 140 становника/km².

## Међународна сарадња
| Мјесто | Држава  | Врста сарадње | Од    |
| ------ | ------- | ------------- | ----- |
| Винтл  | Италија | пријатељство  | 1962. |
| Извор  |         |               |       |